# Tiradentes do Sul
Tiradentes do Sul is een gemeente in de Braziliaanse deelstaat Rio Grande do Sul. De gemeente telt 6.991 inwoners (schatting 2009).

## Aangrenzende gemeenten
De gemeente grenst aan Crissiumal, Esperança do Sul en Três Passos. 

### Landsgrens
En met als landsgrens aan de gemeente El Soberbio in het departement Guaraní in de provincie Misiones met het buurland Argentinië.

## Verkeer en vervoer
De plaats ligt aan de weg BR-468.